# Beautiful: The Remix Album
Beautiful: The Remix Album è un album di remix del gruppo musicale statunitense Blondie, pubblicato nel 1995.

## Tracce
1. Union City Blue (Diddy's Power & Passion Mix) – 8:36
2. Dreaming (Utah Saints Mix) – 6:22
3. Rapture (K - Klassic Radio Mix) – 4:22
4. Heart of Glass (Diddy's Adorable Illusion Mix)  – 7:28
5. Sunday Girl (Hardly Handbag Mix) – 7:36
6. Call Me (Debbie Does Dallas) – 6:19
7. Atomic (Diddy's 12" Mix) – 6:51
8. The Tide Is High (Sand Dollar Mix) – 7:04
9. Hanging on the Telephone (Nose Bleed Handbag Mix) – 6:12
10. Fade Away and Radiate (108bpm Mix) – 5:19
11. Dreaming (The Sub-Urban Dream Mix) – 5:59
12. Atomic (Armand's Short Circuit Mix) – 5:08